# جويل فان
جويل فان (بالإنجليزية: Joel Fan)‏ هو عازف بيانو وموسيقي أمريكي، ولد في 29 يوليو 1969 في نيويورك في الولايات المتحدة.

## وصلات خارجية
- جويل فان على موقع ميوزك برينز (الإنجليزية)
- جويل فان على موقع أول ميوزيك (الإنجليزية)
- جويل فان على موقع ديسكوغز (الإنجليزية)